# Linzey Cocker
Pour les articles homonymes, voir Cocker.
Linzey Louise Cocker (née le 19 mai 1987 à Eccles, Grand Manchester) est une actrice britannique. Elle est principalement connue pour le rôle de Jade Webb dans la série Drop Dead Gorgeous (série) diffusée sur la chaine BBC Three ainsi que pour le rôle de Josie dans le film Wild Child (2008).

## Filmographie
- 2004 : Conviction (série télévisée) : Miriam Payne
- 2005 : Barking! (série télévisée) : Roxy
- 2006 : Northern Lights (série télévisée) : Brooke
- 2006 : Shameless (série télévisée) : Zadie
- 2006 : The Innocence Project (série télévisée) : Rhiannan Hayes
- 2006-2007 : New Street Law (série télévisée) : Mandy Evans
- 2007 : City Lights (série télévisée) : Brooke Armstrong / Sarah Shearer
- 2006-2007 : Drop Dead Gorgeous (série télévisée) : Jade Webb
- 2008 : Wild Child : Josie
- 2008 : Is Anybody There? : Tanya
- 2008 : Clash of the Santas (téléfilm) : Brooke
- 2009 : Salvage : Jodie
- 2006-2009 : The Street (série télévisée) : Leanne McEvoy
- 2010 : Nightswimming (court métrage) : Ellen
- 2010 : 4.3.2.1 : Gwen
- 2010 : Pickle (court métrage) : Saffron
- 2010 : The Good North (court métrage) : Bethany
- 2010-2011 : Waterloo Road (série télévisée) : Jess Fisher
- 2012 : Mug (court métrage) : la chef
- 2012 : Boys on Film 8: Cruel Britannia : Ellen
- 2012 : Leaving (série télévisée) : Kelly
- 2013 : The Selection (téléfilm) : Lucy
- 2013 : Enemies Closer : Kayla
- 2014 : Life on the Line (court métrage) : Clare
- 2014 : In the Flesh (série télévisée) : Haley
- 2015 : The Musketeers (série télévisée) : Jeanne
- 2016 : Our Girl (série télévisée) : Marie Lane
- 2016 : Tina and Bobby (mini-série) : Kathy Peters
- 2017 : White Gold (série télévisée) : Sam Swan